# Simulacre (science-fiction)
Pour les articles homonymes, voir Simulacre.
 (mars 2022).
Le simulacre est un concept souvent traité en philosophie (voir Simulacre). Il a été traité de façon très originale, et précocement, par plusieurs grands romanciers américains de science-fiction habitués aux débats d'idées, en particulier Philip K. Dick et Daniel F. Galouye.

## La Simulation dans les techniques, les sociétés et les romans de S.-F.
- La simulation est une technique très utilisé dans les sciences les plus diverses. Pour cela, il faut disposer d'un modèle mathématique qui décrit le plus finement possible le phénomène réel que l'on veut étudier.
  - Autrefois, la « simulation analogique » utilisait des simulateurs réalisés avec des composants électroniques (condensateurs, résistances, amplificateurs opérationnels) qui réalisaient physiquement un circuit ayant les mêmes équations que le système physique que l'on veut étudier. Le circuit électronique permettait donc de prévoir le comportement du système physique réel. Lorsqu'il écrit en 1964 son roman Simulacron 3, Daniel F. Galouye illustre avec précision cette technique.  Celle-ci a été largement supplantée aujourd'hui par le calcul sur ordinateur.
  - Aujourd'hui, les simulations numériques, ou  simulations informatiques, exploitent directement les équations qui décrivent les phénomènes par des algorithmes numériques sur ordinateur. C'est cette technique qui est illustrée par les Wachowski dans leur série Matrix.
- Philip K. Dick a imaginé des mondes et des sociétés simulés par des décors et des manipulations psychiques, au service de forces politiques. Dans Simulacres (1964) et des romans précurseurs, L'œil dans le ciel (1957) et surtout Le Temps désarticulé (1959), ce thème est multiplié par le talent propre à cet écrivain pour combiner ses visions personnelles (hallucinations), ses réflexions philosophiques et religieuses, et des ambitions utopiques.
- Par continuité, on peut aussi considérer le motif des êtres humains simulés par des extra-terrestres (ou assimilés), car cela conduit également à une réflexion sur le thème : qu'est-ce qu'un « vrai » être humain ?

## Chronologie des romans de science-fiction
Nous donnons une chronologie précise des romans, car la littérature a largement devancé le cinéma dans le traitement des thèmes du simulacre. N'oublions pas que chez les grands auteurs de science-fiction, les romans sont souvent l'occasion d'un débat d'idées. 

### Sociétés simulées
- 1957 : Les Pantins cosmiques (The Cosmic Puppets),  de Philip K. Dick;

- 1957 : L'Œil dans le ciel (Eye in the Sky), de Philip K. Dick;

- 1959 : Le Temps désarticulé (Time Out of Joint), de Philip K. Dick;
  - Le critique de Chronicart (Alexandre Cardon) juge ainsi le film The Truman show de Peter Weir : « La trame est assez originale bien qu’en partie empruntée à Philip K. Dick (Le Temps désarticulé) et permet de maintenir une certaine attention tout au long du film[1]».
- 1962 : Le Maître du Haut Château (The Man in the High Castle), de Philip K. Dick;
- 1963 : Les Joueurs de Titan (The Game-Players of Titan), de Philip K. Dick;
- 1964 : Les Clans de la lune alphane (Clans of the Alphane Moon), de Philip K. Dick;
- 1964 : Glissement de temps sur Mars (Martian Time-Slip), de Philip K. Dick;
- 1964 : Simulacron 3, de Daniel F. Galouye, qui anticipe largement sur la série de films Matrix (1999-2003) des soeurs Lilly et Lana Wachowski; 
  - Simulacron 3 a été adapté deux fois : 
    - par Rainer Werner Fassbinder (Le Monde sur le fil, 1973) pour la télévision;
    - et par Josef Rusnak pour le grand écran (Passé Virtuel, 1999).
- 1964 : Simulacres, de Philip K. Dick;
- 1964 : La Vérité avant-dernière (The Penultimate Truth), de Philip K. Dick;
- 1965 : Le Dieu venu du Centaure (The Three Stigmata of Palmer Eldritch), de Philip K. Dick;
- 1966 : Ubik, de Philip K. Dick;
- 1970 : Au bout du labyrinthe (A Maze of Death), de Philip K. Dick;
- 1974 : Coulez mes larmes, dit le policier (Flow My Tears, the Policeman Said), de Philip K. Dick;
- 1977 : Substance Mort (A Scanner Darkly), de Philip K. Dick.

### Humains simulés par des androïdes
- 1951 : Dans le torrent des siècles (Time and Again ; autre titre français : De temps à autre) de Clifford D. Simak;
- 1953 : Nouveau Modèle (Second Variety) de Philip K. Dick, dont est tiré le film Planète hurlante (Screamers) de Christian Duguay (1995);
- 1964 : Les Clans de la lune alphane (Clans of the Alphane Moon) de Philip K. Dick;
- 1968 : Les androïdes rêvent-ils de moutons électriques ? (Do Androids Dream of Electric Sheep?), de Philip K. Dick; 
  - ce roman a été renommé Blade Runner après la sortie du film de Ridley Scott (1982).
- 1972 : Le Bal des schizos (We Can Build You), de Philip K. Dick, considéré comme un préquel de Les androïdes rêvent-ils de moutons électriques ? et dont les simulacres sont au centre de l'intrigue.

### Humains simulés par des extraterrestres
- 1954 : Le Père truqué (The father-thing), de Philip K. Dick;
- 1955 : Jack Finney : L'Invasion des profanateurs (roman) (ou : Graines d'épouvante), (The Body Snatchers), adapté plusieurs fois au cinéma :
  - 1956 : L'Invasion des profanateurs de sépultures (Invasion of the Body Snatchers), réalisé par Don Siegel.
  - 1978 : L'Invasion des profanateurs (film), (Invasion of the Body Snatchers) réalisé par Philip Kaufman.
  - 1993 : Body Snatchers réalisé par Abel Ferrara.
  - 2007 : Invasion, réalisé par Oliver Hirschbiegel.

### Humains simulés par une force inconnue
- 1961 : Solaris, roman de Stanislas Lem. Adaptations :
  - 1972 : Solaris, film réalisé par Andreï Tarkovski;
  - 2002 : Solaris, film réalisé par Steven Soderbergh;
  - 2010-2012 : Solaris, opéra composé par Detlev Glanert sur un livret de Reinhard Palm;
  - 2013-2014 : Solaris, opéra-ballet composé par Dai Fujikura, sur un livret, une mise en scène, une chorégraphie, des décors, des costumes et des lumières de Saburo Teshigawara.